# Port out starboard home
Port out starboard home is een studioalbum van Beequeen. Het was het eerste album sinds drie jaar van de band, nadat met Sandancing een andere muzikale weg werd ingeslagen. De muziek van Beequeen schoof langzaam van ambient naar meer een meer liedjesgericht stijl. Die trend werd met Port out voortgezet. De ambient is daarbij niet geheel verdwene’n; veel van de tracks hebben een ambient achtergrond en worden ondersteund door geluidseffecten. De zangeres leek daarbij van grote invloed te zijn. Hoe onbekend Beequeen dan nog is in Nederland, na de release kon de band op tournee door Rusland. 

## Musici
- Olga Wallis – zang
- Frans de Waard – elektronica
- Freek Kinkelaar  - zang, elektronica

Met
- Niek Groothuyse – trompet (Young man with horn)

## Muziek
| Nr. | Titel                   | Duur |
| --- | ----------------------- | ---- |
| 1.  | Good day, good bye      | 0:42 |
| 2.  | Patience                | 2:45 |
| 3.  | Someday today           | 4:00 |
| 4.  | A snared dwarf          | 6:23 |
| 5.  | Giant’s hill            | 4:36 |
| 6.  | Howard is not at home   | 5:56 |
| 7.  | The Centipede song      | 3:28 |
| 8.  | A gall III song         | 5:16 |
| 9.  | Young man with a horn   | 1:08 |
| 10. | Port out starboard home | 3:35 |
| 11. | The Lord is my shepherd | 7:56 |